# Scipione Caffarelli-Borghese
Scipione Caffarelli-Borghese (ur. 1 września 1577 – zm. 2 października 1633) – włoski kardynał. Syn Francesco Caffarelli i Hortensji Borghese, siostry kardynała Camillo Borghese, który w 1605 roku został papieżem Pawłem V.
Studiował filozofię w Collegio Romano i prawo na uniwersytecie w Perugii. Jego wuj na konsystorzu 18 lipca 1605, zaledwie dwa miesiące po wstąpieniu na tron papieski, mianował go kardynałem prezbiterem San Crisogono, nadając jednocześnie swoje nazwisko rodowe i prawo posługiwania się herbem rodu Borghese. Był prawą ręką Pawła V, pełniąc za jego pontyfikatu funkcje superintendenta generalnego Stolicy Apostolskiej (1605-21), legata w Awinionie (1607–21) oraz prefekta Sygnatury Listów Apostolskich (1612–21). Archiprezbiter bazyliki laterańskiej (1608–1620) i Watykańskiej (od 1620) oraz Bibliotekarz Świętego Kościoła Rzymskiego (1609–1618), nadto wielki penitencjariusz (od 1610) i prefekt Sygnatury Łaski (od 1618). Pełnił też funkcje protektora Niemiec (od 1611) oraz protektora zakonów dominikanów (od 1606), kamedułów (1611-1618) i oliwetanów (od 1618). Opiekun sanktuarium w Loreto od 1620. W październiku 1610 wybrany arcybiskupem Bolonii; nigdy nie odwiedził archidiecezji, rządząc nią przez sufragana, a po dwóch latach zrezygnował z tego stanowiska. Swoją pozycję kardynała-nepota wykorzystał do zgromadzenia znacznego bogactwa i podniesienia znaczenia swojego rodu. Mniejszą rolę odgrywał natomiast w sprawach bezpośrednio związanych z zarządzaniem Kościołem i polityką zagraniczną papiestwa.
Po śmierci Pawła V stracił na znaczeniu, choć zachował część stanowisk. Odgrywał dużą rolę na konklawe 1621 i konklawe 1623 jako lider frakcji, mimo to ani razu nie udało mu się przeforsować swojego kandydata. Od stycznia 1621 do stycznia 1623 sprawował kadencyjną funkcję Kamerlinga Świętego Kolegium Kardynałów. W 1629 objął diecezję suburbikarną Sabina. Zmarł w swoim rzymskim pałacu Villa Borghese w wieku 56 lat.
Kardynał Borghese był mecenasem sztuki i protektorem artystów (zwł. Gian Lorenzo Berniniego). Zebraną przez niego kolekcję dzieł sztuki można podziwiać w Galeria Borghese w Rzymie. Słynął z dość niekonwencjonalnych i niekiedy brutalnych metod zdobywania tych dzieł, m.in. dokonywał kradzieży obrazów z prowincjonalnych kościołów. Jako duchowny bliższy był raczej renesansowym prałatom niż reformatorom epoki potrydenckiej. Paweł V kilkakrotnie udzielał mu reprymend za organizowanie wystawnych bankietów w okresie Wielkiego Postu. Również w życiu prywatnym nie był wolny od podejrzeń – we współczesnych relacjach nie brak odniesień do jego domniemanych skłonności homoseksualnych. W tym kontekście wymieniano zwłaszcza nazwisko jego bliskiego przyjaciela Stefano Pignatelliego, sprawującego funkcję majordoma na jego dworze. Zarzuty te dotarły do uszu Pawła V, który nakazał wszczęcie śledztwa przeciwko majordomowi. Oficjalne dochodzenie inkwizycji doprowadziło do oddalenia zarzutów, a Pignatelli w 1621 otrzymał nawet kapelusz kardynalski. Jednakże raporty szpiegowskie Giacomo Antonio Marta zasadniczo potwierdzają homoseksualne upodobania kardynała Borghese.